# 허경희
허경희(1990년 1월 1일 ~)는 대한민국의 방송인이자 전 럭비 선수다.

## 학력
- 서울체육고등학교
- 한국체육대학교

## 방송
- 도전! 수퍼모델 코리아 3 (2012)
- 골 때리는 그녀들 (2022) fc구척장신 선수 한일전 선수
- 피지컬: 100 시즌 2 - 언더그라운드 (2024) - Top100
- 스포츠 토토 스포츠가 있는곳에 내가있다 여기 스포츠 이슈 한초임 진행 프로그램 세번 출연

## 경력
- 제18회 자카르타-팔렘방 아시안게임 럭비 국가대표 (2018)
- 제17회 인천 아시안게임 럭비 국가대표 (2014)

## 수상 목록
- 2024년 SBS 연예대상 베스트 플레이어상 올해의 MVP